# مدرسة الاتصالات بباريس
المدرسة الوطنية العليا للاتصالات بباريس أو تيليكوم باريس (بالفرنسية: Telecom ParisTech)‏، هي مدرسة فرنسية للمهندسين تأسست سنة 1878 تحت اسم المدرسة العليا للتلغراف. تعتبر أقدم مدرسة للاتصالات بفرنسا.

## أهم خريجي المدرسة
- إدوارد استونييه (1862-1942) - روائي ومهندس - فرنسا
- محمد بنشعبون (1961) - وزير المالية - المغرب
- باتريك دراحي (1963) - رجل أعمال - فرنسا
- كريم زاز (1965) - رجل أعمال - المغرب
- محمد الفاضل كريم (1967) - وزير تكنولوجيات الاتصال والتحول الرقمي - تونس

## معرض صور

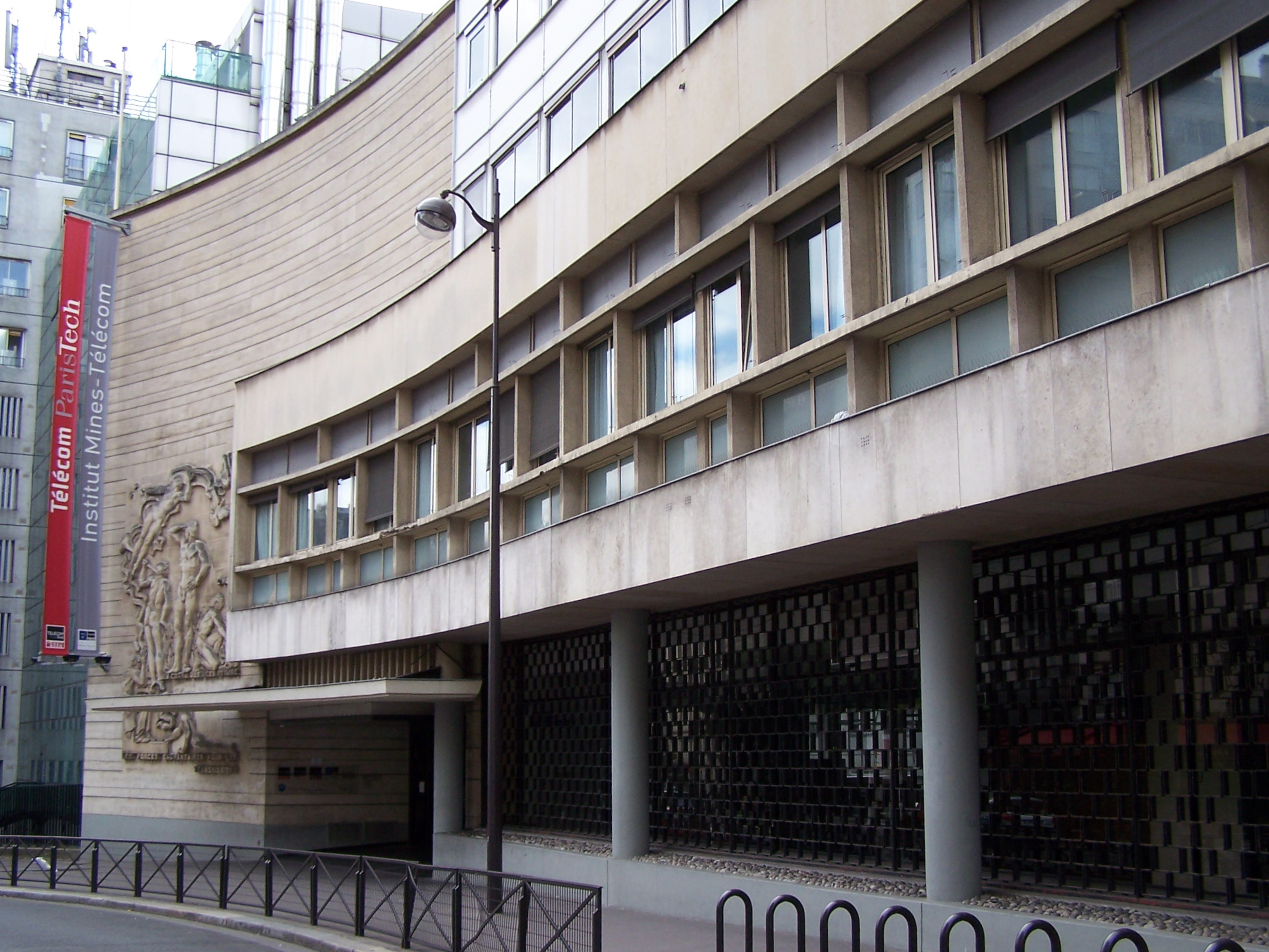